# Volkswagen Golf
 Ikke at forveksle med Volkswagen Gol. Ikke at forveksle med Golf.
Volkswagen Golf er en lille mellemklassebil bygget af Volkswagen i otte generationer siden 1974 og solgt over hele verden i forskellige karrosserivarianter og under forskellige navne − som f.eks. Volkswagen Rabbit i USA og Canada (Golf I og Golf V) og Volkswagen Caribe i Mexico (Golf I).
Den forhjulstrukne Golf var Volkswagen første succesrige efterfølger for den luftkølede Volkswagen Type 1. Historisk set er Golf Volkswagens bedst sælgende bilmodel og verdens tredje bedst sælgende bilmodel med over 25 millioner byggede eksemplarer i 2007.
Navnet Golf er afledt af det tyske ord for Golfstrømmen, og i samme periode navngav Volkswagen også deres andre bilmodeller efter vinde, som f.eks. Passat (efter passatvinden), Jetta (efter jetstrømmen), Bora (efter Bora) og Scirocco (efter Sirocco).
Hver generation af Golf har deltaget i kåringen af Årets Bil i Europa, men kun én generation er blevet vinder, nemlig Golf III i 1992.

## Varianter
Den mest byggede Golf-model er den 3-dørs hatchback.
Derudover findes der følgende variationer:
- 5-dørs hatchback
- 2-dørs cabriolet (Golf Cabriolet, fra 1979 til 2002 og igen fra 2011)
- 5-dørs stationcar (Golf Variant, fra 1993 samt Bora Variant, fra 1999 til 2004)
- 4-dørs sedan (skiftevis Jetta, Vento og Bora, fra 1979)
- 2-dørs coupé (Scirocco, fra 1974 til 1992 og igen fra 2008 samt Corrado, fra 1987 til 1995)
- 5-dørs mini-MPV (Golf Plus, fra 2005)
- 5-dørs MPV (Touran, fra 2003)

## De enkelte generationer

### Golf I
I maj 1974 introducerede Volkswagen den første generation af Golf som en moderne forhjulstrukket afløser for Type 1. Senere variationer inkluderede Golf GTI (fra juni 1976), en version med dieselmotor (fra september 1976), sedanen Jetta (fra oktober 1979), Golf Cabriolet (fra januar 1980) og den Golf-baserede pickup, Caddy.
Golf I blev solgt som Volkswagen Rabbit i USA og Canada og som Volkswagen Caribe i Mexico.
En faceliftet version af Golf I blev solgt som Citi Golf i Sydafrika fra 1984 til 2009.

### Golf II
I september 1983 introduceredes anden generation af Golf som fik øget akselafstanden en smule ligesom de ind- og udvendige dimensioner blev øget, men den beholdt Golf Is design med rundere hjørner. I 1985 blev de første Golf-modeller med firehjulstræk (Syncro) introduceret, som også blev overført til G60-modellen, introduceret i 1989 med 118 kW (160 hk) og ABS-bremser.
En Golf II-baseret anden generation af Jetta blev introduceret i januar 1984. Der blev kun bygget få Golf Cabriolet baseret på Golf II, i stedet fortsatte Golf I Cabriolet i hele Golf IIs levetid. Der blev bygget enkelte Golf 2 Cabriolet, men de blev ikke produceret fra fabrikken; et firma i Tyskland specialiserede sig i at lave en Golf II om til Cabriolet, der er dog kun produceret 21 stk af dem i verden

### Golf III
Den tredje generation af Golf blev introduceret i Tyskland i august 1991 og voksede igen betydeligt i forhold til forgængeren, med samme akselafstand.
Nyt var en turbodieselmotor med direkte indsprøjtning (TDI), og en 2,8-liters VR6-motor. For første gang kunne Golf også fås som stationcar fra september 1993 (selv om de fleste markeder først fik modellen i starten af 1994). På samme tidspunkt kom der også en helt ny Golf III-baseret cabriolet, som afløste den 13 år gamle Golf I-baserede version. Denne model fik et facelift i 1998 med front og bagende fra Golf IV, og fortsatte herefter frem til 2002. Sedanversionen, kaldet Vento (eller Jetta III i Nordamerika), blev introduceret i januar 1992 og blev bygget frem til 1998.
Modellen blev valgt til Årets Bil i Europa 1992 foran de dengang nye Citroën ZX og Opel Astra.

### Golf IV
Golf IV blev introduceret som hatchback i august 1997, fulgt af sedanversionen Bora i august 1998 og stationcarversionen Golf Variant i marts 1999. Indtil Bora hhv. Golf IV Variant blev introduceret, fortsatte Vento og Golf III Variant i produktion sideløbende med Golf IV hatchback. Der var ingen cabrioletversion af Golf IV, i stedet fik Golf III Cabriolet et facelift med front og bagende fra Golf IV i februar 1998.
Modellen dannede basis for en nyfortolkning af den klassiske Type 1, kendt som New Beetle og introduceret i 1998.
For første gang i Golf kom i 2001 en benzinmotor med direkte indsprøjtning, 1,6 FSI med 110 hk.

### Golf V
Hatchbackversionen af Golf IV blev afløst af Golf V i 2003 i Europa. Modellen kom ikke til Nordamerika før 2006, hvor den blev solgt som Rabbit i stedet for Golf. I Europa havde basismodellen en 4-cylindret 1,4-liters benzinmotor med 75 hk, hvor den i Nordamerika havde en 5-cylindret 2,5-litersmotor med 150 hk. GTI-modellen er udstyret med en 2,0-liters benzinmotor med direkte indsprøjtning, turbolader og 200 hk.
Sedanversionen, som igen hed Jetta på de fleste markeder, kom i 2005 mens stationcarversionen Variant først kom i 2007. Bora fortsatte indtil Jetta kom på markedet, mens Golf IV Variant udgik allerede i 2006, et år før Golf V Variant kom på markedet.
Et halvt år før Golf V kom på markedet, blev dens platform brugt til MPV'en Touran. I 2005 introduceredes Golf Plus med større højde.

### Golf VI
Golf VI, som blev introduceret på Paris Motor Show i slutningen af 2008, blev baseret på den eksisterende PQ35-platform fra Golf V.
Sedanversionen Jetta blev introduceret i 2010, og i 2011 genintroduceredes Golf Cabriolet i en ny version baseret på Golf VI.

Den nye Golf har netop haft verdenspremiere, og den vil komme til Danmark d.17 november. Motorudvalget vil i første omgang bestå af en 1.2 TSI med 85 eller 105 hk samt 1.4 TSI med 122 eller 140 hk. Dieselmodellerne er hhv. en 1.6 TDI med 90 eller 105 hk, mens den store 2.0 TDI yder 150 hestekræfter og 320 Nm.

### Golf VII
Golf VII havde ligesom Golf VI verdenspremiere ved Paris Motor Show. Golf VII blev præsenteret i 2012, og den er bygget på den nye MQB-platform som flere VW-modeller også i fremtiden vil være bygget på, da den kan strækkes og mindskes. Den nye Audi A3 og SEAT Leon bruger også samme platform.
Den nye platform gør ikke Golf mere dynamisk, men den er blevet meget mere komfortabel.

## Afledte modeller
Golf danner basis for en lang række af VAG-koncernens andre bilmodeller:
| - Audi A3 (Golf IV, Golf V, Golf VII) - Audi S3 (Golf IV, Golf V, Golf VII) - Audi TT (Golf IV, Golf V) - SEAT León (Golf IV, Golf V, Golf VII) - SEAT Altea (Golf V) - SEAT Toledo (Golf II, Golf IV, Golf V) - Škoda Octavia (Golf IV, Golf V, Golf VII) - Volkswagen Jetta (Golf I, Golf II, Golf V, Golf VI) - Volkswagen Vento (Golf III) | - Volkswagen Bora (Golf IV) - Volkswagen New Beetle (Golf IV) - Volkswagen Touran (Golf V) - Volkswagen Caddy (Golf I, Golf V) - Volkswagen Eos (Golf V) - Volkswagen Passat (Golf V) - Volkswagen Scirocco (Golf I, Golf II, Golf VI) - Volkswagen Corrado (Golf II) |

## Konkurrenter
| - Alfa Romeo Alfasud, 33, 145, 146, 147 - BMW 1-serie - Citroën ZX, Xsara, C4 - Fiat 128, Ritmo, Tipo, Bravo, Brava, Stilo - Ford Escort, Focus - Honda Civic - Hyundai i30 - Kia Cerato, cee'd | - Lancia Delta - Mazda 323, 3 - Opel Kadett, Astra - Peugeot 309, 306, 307, 308 - Renault 19, Mégane - Toyota Corolla, Auris - Volvo 480, C30 |